# 포브스 셀러브리티 100
셀러브리티 100은 잡지 《포브스》가 1999년 이후 매년 출판하는 목록이다. 목적은 한 해 동안의 세계에서 가장 영향력 있는 유명인 100인 목록을 보여주는 것이다. 선정 요인으로는 소득, 구글 검색량, 팬층, 언론 노출도, 잡지 표지가 있다.

## 연도별 10위권 목록
|      | 1위                      | 2위               | 3위                   | 4위                 | 5위                 | 6위                 | 7위                      | 8위                  | 9위                    | 10위                 |
| ---- | ------------------------ | ----------------- | --------------------- | ------------------- | ------------------- | ------------------- | ------------------------ | -------------------- | ---------------------- | -------------------- |
| 1999 | 마이클 조던              | 오프라 윈프리     | 레오나르도 디카프리오 | 제리 사인펠트       | 스티븐 스필버그     | 스파이스 걸스*      | 해리슨 포드              | 로빈 윌리엄스        | 셀린 디온              | 롤링 스톤스*         |
| 2000 | 줄리아 로버츠            | 조지 루카스       | 오프라 윈프리         | 톰 행크스           | 마이클 조던         | 롤링 스톤스*        | 타이거 우즈              | 백스트리트 보이즈*   | 셰어                   | 스티븐 스필버그      |
| 2001 | 톰 크루즈                | 타이거 우즈       | 비틀즈*               | 브리트니 스피어스   | 브루스 윌리스       | 마이클 조던         | 백스트리트 보이즈*       | 엔싱크*              | 오프라 윈프리          | 멜 깁슨              |
| 2002 | 브리트니 스피어스        | 타이거 우즈       | 스티븐 스필버그       | 마돈나              | U2*                 | 엔싱크*             | 머라이어 캐리            | 오프라 윈프리        | 마이클 조던            | 톰 행크스            |
| 2003 | 제니퍼 애니스톤          | 에미넴, 닥터 드레 | 타이거 우즈           | 스티븐 스필버그     | 제니퍼 로페즈       | 폴 매카트니         | 벤 애플렉                | 오프라 윈프리        | 톰 행크스              | 롤링 스톤스*         |
| 2004 | 멜 깁슨                  | 타이거 우즈       | 오프라 윈프리         | 톰 크루즈           | 롤링 스톤스*        | 조앤 K. 롤링        | 마이클 조던              | 브루스 스프링스틴    | 스티븐 스필버그        | 조니 뎁              |
| 2005 | 오프라 윈프리            | 타이거 우즈       | 멜 깁슨               | 조지 루카스         | 샤킬 오닐           | 스티븐 스필버그     | 조니 뎁                  | 마돈나               | 엘튼 존                | 톰 크루즈            |
| 2006 | 톰 크루즈                | 롤링 스톤스*      | 오프라 윈프리         | U2*                 | 타이거 우즈         | 스티븐 스필버그     | 하워드 스턴              | 50 센트              | 《소프라노스》 출연진* | 댄 브라운            |
| 2007 | 오프라 윈프리            | 타이거 우즈       | 마돈나                | 롤링 스톤스*        | 브래드 피트         | 조니 뎁             | 엘튼 존                  | 톰 크루즈            | 제이 지                | 스티븐 스필버그      |
| 2008 | 오프라 윈프리            | 타이거 우즈       | 안젤리나 졸리         | 비욘세 놀스         | 데이비드 베컴       | 조니 뎁             | 제이 지                  | 우사인 볼트          | 조앤 K. 롤링           | 브래드 피트          |
| 2009 | 안젤리나 졸리            | 오프라 윈프리     | 마돈나                | 비욘세 놀스         | 타이거 우즈         | 브루스 스프링스틴   | 스티븐 스필버그          | 제니퍼 애니스톤      | 브래드 피트            | 코비 브라이언트      |
| 2010 | 오프라 윈프리            | 비욘세 놀스       | 제임스 카메론         | 레이디 가가         | 타이거 우즈         | 브리트니 스피어스   | U2*                      | 산드라 블록          | 조니 뎁                | 마돈나               |
| 2011 | 레이디 가가              | 오프라 윈프리     | 저스틴 비버           | U2*                 | 엘튼 존             | 타이거 우즈         | 테일러 스위프트          | 본 조비*             | 사이먼 코웰            | 르브론 제임스        |
| 2012 | 제니퍼 로페즈            | 오프라 윈프리     | 저스틴 비버           | 리한나              | 레이디 가가         | 브리트니 스피어스   | 킴 카다시안              | 케이티 페리          | 톰 크루즈              | 스티븐 스필버그      |
| 2013 | 오프라 윈프리            | 레이디 가가       | 스티븐 스필버그       | 비욘세 놀스         | 마돈나              | 테일러 스위프트     | 본 조비*                 | 로저 페더러          | 저스틴 비버            | 엘런 드제너러스      |
| 2014 | 비욘세 놀스              | 르브론 제임스     | 닥터 드레             | 오프라 윈프리       | 엘런 드제너러스     | 제이Z               | 플로이드 메이웨더 주니어 | 리한나               | 케이티 페리            | 로버트 다우니 주니어 |
| 2015 | 플로이드 메이웨더 주니어 | 매니 파키아오     | 케이티 페리           | 원 디렉션*          | 하워드 스턴         | 가스 브룩스         | 제임스 패터슨            | 로버트 다우니 주니어 | 테일러 스위프트        | 크리스티아누 호날두  |
| 2016 | 테일러 스위프트          | 원 디렉션*        | 제임스 패터슨         | 크리스티아누 호날두 | 필 맥그로           | 케빈 하트           | 하워드 스턴              | 리오넬 메시          | 아델                   | 러시 림보            |
| 2017 | 숀 콤스                  | 비욘세 놀스       | J. K. 롤링            | 드레이크            | 크리스티아누 호날두 | 위켄드              | 하워드 스턴              | 콜드플레이*          | 제임스 패터슨          | 르브론 제임스        |
| 2018 | 플로이드 메이웨더        | 조지 클루니       | 카일리 제너           | 주디 셰인들린       | 드웨인 존슨         | U2*                 | 콜드플레이*              | 리오넬 메시          | 에드 시런              | 크리스티아누 호날두  |
| 2019 | 테일러 스위프트          | 카일리 제너       | 카니예 웨스트         | 리오넬 메시         | 에드 시런           | 크리스티아누 호날두 | 네이마르                 | 이글스*              | 필 맥그로              | 카넬로 알바레스      |

비고:
- * - 표시는 그룹을 뜻함.

## 참고
- 2012년 셀러브리티 100
- 2012년 셀러브리티 100
- 2010년 셀러브리티 100
- 2009년 셀러브리티 100
- 2008년 셀러브리티 100 보관됨 2016-12-24 - 웨이백 머신
- 2007년 셀러브리티 100
- 2006년 셀러브리티 100
- 2005년 셀러브리티 100
- 2004년 셀러브리티 100
- 2003년 셀러브리티 100
- 2002년 셀러브리티 100
- 2001년 셀러브리티 100
- 2000년 셀러브리티 100
- 1999년 셀러브리티 100
- 연도별 10위권 셀러브리티